# Vilhoveț, Berejanî
Vilhoveț (în ucraineană Вільховець) este o comună în raionul Berejanî, regiunea Ternopil, Ucraina, formată numai din satul de reședință.

## Demografie
Componența lingvistică a comunei Vilhoveț
     Ucraineană (100%)
Conform recensământului din 2001, toată populația comunei Vilhoveț era vorbitoare de ucraineană (100%).